# Волочаново
Волочаново — деревня в городском округе Шаховская Московской области России.

## География
Деревня расположена в западной части округа, примерно в 14 км к западу от окружного центра Шаховская, у границы с Тверской областью, у истоков безымянных ручьёв бассейна реки Дёржи, высота центра над уровнем моря 247 м. Ближайшие населённые пункты — Борисовка западнее, Бушуевка на северо-запад, Красный Берег на север и Кунилово восточнее.
В деревне 16 улиц.

## История
Дата основания Волочаново — 1513 год. Деревня Хованского стана (входил в состав дворцовых (казенных) земель, вотчина стольника Ивана Михайловича Головина), Волоцкого уезда, Июдинской волости.
Первые владельцы — семья Головиных.
В 1769 году Волочаново — деревня Хованского стана Волоколамского уезда Московской губернии в составе большого владения коллежского советника Владимира Федоровича Шереметева. В деревне 41 двор и 150 душ.
В 1825 году здесь С. В. Шереметевым была основана Воскресенская церковь.
В середине XIX века село Волочаново относилось к 1-му стану Волоколамского уезда и принадлежало его вдове Варваре Петровне Шереметевой. В селе был 41 двор, крестьян 158 душ мужского пола и 179 душ женского.
В «Списке населённых мест» 1862 года Волочаново (Воскресенское) — владельческое село 1-го стана Волоколамского уезда Московской губернии по Московскому тракту, шедшему от границы Зубцовского уезда на город Волоколамск, в 40 верстах от уездного города, при колодцах, с 54 дворами, православной церковью и 510 жителями (270 мужчин, 240 женщин).
В 1886 году — 72 двора, 315 жителей, сыроваренный завод.
По данным на 1899 год Волочаново входило в состав Муриковской волости, здесь находилось церковно-приходское училище, проживало 403 человека.
В 1913 году — 80 дворов, имение княгини С. К. Голицыной с церковно-приходской школой, земское училище, чайная и мелочная лавки.
Постановлением президиума Моссовета от 24 марта 1924 года Муриковская волость была включена в состав Судисловской волости.
По материалам Всесоюзной переписи населения 1926 года — центр Волочановского сельсовета, проживал 491 человек (239 мужчин, 252 женщины), насчитывалось 100 хозяйств (99 крестьянских), имелась школа и изба-читальня.
С 1929 года — населённый пункт в составе Шаховского района Московской области.
Службы в церкви прекращены зимой 1930 г. Официально церковь закрыта решением Мособлисполкома в 1940 году. Последний настоятель сщмч. Алексий Никологорский расстрелян в 1937 году. В настоящее время в деревне построена часовня в честь сщмч. Алексия.
Во время Великой Отечественной войны село было оккупировано 14 октября 1941 г. С 20 (фактически 22) по 24 октября 1941 г. в здании деревенской больницы находился командный пункт наступающего на Волоколамск и Ярополец 5-го армейского корпуса Вермахта.. Освобождено 20 января 1942 г. 64-й отдельной морской стрелковой бригадой.
1994—2006 гг. — деревня Волочановского сельского округа Шаховского района.
2006—2015 гг. — деревня сельского поселения Степаньковское Шаховского района.
2015 г. — н. в. — деревня городского округа Шаховская Московской области.
В 2011 году создана геральдика деревни: флаг и герб; автор Федотов В. А., художник Сорокина А. В.
В 2019 году создан Гимн деревни Волочаново, автор музыки — Ютт А. А., автор текста — Федотов В. А.

## Население
| 1852 | 1859 | 1886 | 1899 | 1926 | 2002 | 2006 |
| ---- | ---- | ---- | ---- | ---- | ---- | ---- |
| 337  | ↗510 | ↘315 | ↗403 | ↗491 | ↘239 | ↘229 |
| 2010 |      |      |      |      |      |      |
| ↘220 |      |      |      |      |      |      |

## Известные уроженцы
- Телегуев, Евгений Алексеевич (1924—2012) — деятель советских спецслужб, генерал-майор госбезопасности.

## Инфраструктура
Личное подсобное хозяйство с зоной сельскохозяйственного использования, индивидуальная застройка усадебного типа.
Муриковский ЦСДК, Волочановский СДК

## Транспорт
Остановки общественного транспорта «Волочаново», «Волочаново — Сельсовет».
Останавливаются автобусы 34-го маршрута.